# Ophiocryptus
Ophiocryptus is een geslacht van slangsterren uit de familie Ophiodermatidae.

## Soorten
- Ophiocryptus dubius H.L. Clark, 1918
- Ophiocryptus maculosus H.L. Clark, 1915